# Władisław Łukanin
Władisław Łukanin (ros. Владислав Луканин; ur. 28 października 1984) – rosyjski sztangista, czterokrotny medalista mistrzostw Europy.
Największym jego sukcesem jest złoty medal mistrzostw Europy w Kazaniu (2011) w kategorii do 69 kg. Podczas mistrzostw świata w 2003 roku zdobył srebrny medal w kategorii do 69 kg, lecz został zdyskwalifikowany za stosowanie dopingu.